# 立教小学校
立教小学校（りっきょうしょうがっこう、英: St.Paul's Primary School）は、東京都豊島区に所在し、学校法人立教学院が設置、運営する私立男子小学校。キリスト教の聖公会（日本聖公会）系の学校である。
卒業生で希望する者は原則全員、立教学院一貫校の中学校（立教池袋中学校、立教新座中学校）に進学することができる。
隣接する立教大学は学校法人格を持たず、学校法人立教学院が立教大学や立教小学校などの諸学校を運営しているため、立教小学校は立教大学の附属校ではなく系列校である。

## 概要
学校法人立教学院の一貫教育に基づき、神から与えられた子どもの能力を引き出す教育を行っている。
神様から特別にいただいている自分だけの能力を上手に伸ばすことは自分の世界を持つことであり、学校の勉強は、より大きな自分の世界を築くための基礎である。そのため、教科の学習は週5日で済ませ、土曜日は、様々な形で自分の世界を築くための時間にしている。
男子校の小学校は全国的に珍しく、暁星小学校、精道三川台小学校と合わせて3校のみで、いずれもキリスト教系の私立小学校である。
全学年で英語・読書・情報の授業がある。
立教池袋中学校と立教新座中学校への進学は、それぞれの定員を越えた場合、抽選となる。
1学級40名の3クラス編成。ICタグ (RFID) によって生徒の登下校を把握するシステムを導入している。

## 制服
立教小学校の制服は、グレーのダブルのブレザーと半ズボンのスーツ、赤いネクタイで、1948年の設立と前後して決定された。

## 交流
創立者が同じ学校法人立教女学院とは別法人であるが、同じく聖公会の教義に基づく教育を行っており、立教女学院小学校との相互交流がある。

## 主な卒業生
- 大須賀虔（法学者）
- 大塚裕司（大塚商会代表取締役社長）
- 小野龍猛（バスケットボール選手）
- 川端健嗣（フジテレビ元アナウンサー）
- 神田穣（俳優）
- きじまりゅうた（料理研究家）
- 執行草舟（実業家）
- 関口宏（司会者、俳優）
- 関口知宏（俳優）
- 富田典保（NHKアナウンサー）
- 深井瞬（テレビ新広島アナウンサー）
- 藤波怜於南（プロレスラー）
- 横田真人（元陸上競技選手）